# 大江秀夫
大江 秀夫（おおえ ひでお、大江 秀雄とも表記、生没年不詳）は、戦前に活動していた日本の映画監督。大江監督の作品は2016年2月1日現在、DVD・VHSでの入手は不可能。なお、著作権の保護期間により作品は全てパブリックドメインに帰している。

## 監督作品
- 踊る若者（1931年）
- 大九州行進曲・赤陽に映へて（1931年）
- 保少年（1931年） - 脚本も担当。
- 就職戦線（1931年）
- 奉天城一番乗（1931年）
- 炭焼小屋（1931年）
- 天国の裏町（1931年）
- 街の旋風児（1932年）
- 笑ふ街（1932年）
- クロール賭けて（1932年）
- 跳躍天国（1932年）
- 驀進街（1932年）
- 突進花嫁（1933年）
- 空に飛ぶ狼（1933年）
- 摩天樓の顔役（1933年）
- 三原は晴れて（1933年）
- 曝走する魔人（1933年）
- 街の艶歌師（1933年）
- 熱血健闘王（1933年）
- 空の潜航艇（1934年）
- 肉弾の王者（1934年）
- 驀走する与太郎（1934年）
- 栄冠は躍る（1934年）
- 戦慄の爆音（1934年）
- 闇の顔役（1934年）
- 俺の喧嘩日記（1934年）
- 地獄の争闘（1934年）
- 暁の浚渫船（1934年）
- 咆哮炸裂（1934年）
- 銀鱗の花籠（1934年）
- 八州股旅恋慕（1934年）
- 微笑む友情（1934年）
- 鮮血の掟（1934年）
- 港の伊達男（1934年）
- 俺は日本人だ（1934年）
- 空飛ぶ癇癪玉（1934年）
- 暁の超特急（1934年）
- 裏街の大統領（1935年）
- 旋風の荒鷲（1935年）
- 快腕火花を散らして（1935年）
- 暗黒街の人気男（1935年）
- 闇に叫ぶ狼（1935年）
- 変幻羅生門（1937年）
- 妖霊お万狐（1937年）
- 猿飛天魔峡（1937年）
- 剣雲修羅城（1937年）
- 黎明稲妻峠（1938年）